# Francesco Friedrich
Francesco Friedrich (n. 2 mai 1990, Pirna, Saxonia, Germania) este un bober german, medaliat olimpic. A participat la 3 ediții ale Jocurilor Olimpice (2014, 2018, 2022) în care a câștigat 4 medalii de aur.